# Бут, Маргарет
Ма́ргарет Бут (англ. Margaret Booth; 16 января 1898, Лос-Анджелес, Калифорния, США — 28 октября 2002, там же) — американский монтажёр, продюсер и сценарист. Лауреат почётной премии «Оскар» (1978). Карьера Бут длилась 70 лет, а она сама жила в трёх разных веках. Была младшей сестрой трагически погибшего актёра Элмера Бута (1882—1915), которого пережила на 87 лет. Скончалась на 105-м году жизни от осложнений после инсульта.

## Избранная фильмография
- 1925 — «Весёлая вдова» / The Merry Widow
- 1928 — «Таинственная леди» / The Mysterious Lady
- 1928 — «Наши танцующие дочери» / Our Dancing Daughters
- 1929 — «Мост короля Людовика Святого» / The Bridge of San Luis Rey
- 1933 — «Танцующая леди» / Dancing Lady
- 1934 — «Барретты с Уимпоул-стрит» / The Barretts of Wimpole Street
- 1935 — «Мятеж на «Баунти»» / Mutiny on the Bounty
- 1936 — «Ромео и Джульетта» / Romeo and Juliet
- 1936 — «Дама с камелиями» / Camille
- 1939 — «Волшебник страны Оз» / The Wizard of Oz
- 1951 — «Алый знак доблести» / The Red Badge of Courage
- 1958 — «Жижи» / Gigi
- 1959 — «Бен-Гур» / Ben-Hur
- 1970 — «Филин и кошечка» / The Owl and the Pussycat
- 1972 — «Жирный город» / Fat City
- 1973 — «Встреча двух сердец» / The Way We Were
- 1975 — «Смешная леди» / Funny Lady
- 1976 — «Ужин с убийством» / Murder by Death
- 1977 — «До свидания, дорогая» / The Goodbye Girl
- 1979 — «Весёлые истории про ворованные вещи» / Hot Stuff
- 1982 — «Энни» / Annie
- 1982 — «Игрушка» / The Toy